# Draga Ljočić
Draga Ljočić Milošević (Šabac, Principat de Sèrbia, 22 de febrer del 1855 - Belgrad, Iugoslàvia, 5 de novembre del 1926) també coneguda com Draginja Draga Ljočić, fou una metgessa sèrbia socialista i activista feminista. Fou la primera sèrbia acceptada en la universitat de Zúric, Suïssa, al 1872 i la primera metgessa sèrbia.

## Biografia
Va nàixer a Šabac, filla menor de Dima i Marija Ljočić, una família de comerciants. Sos pares van perdre la propietat en un judici. Draga acabà l'escola primària a la seua ciutat natal. La seua mestra Persida Pinterović va permetre que Draga visqués amb ella a Belgrad perquè pogués estudiar a l'Escola Secundària de Dones, la primera institució secundària sèrbia per a dones.
En aquesta època no era comú que les dones estudiassen, l'única opció perquè les dones tinguessen estudis superiors a Europa era la Universitat de Zúric. Com les autoritats no li havien concedit cap beca, ja que es reservaven per a homes, aconseguí una petita ajuda del fons per a estudiants excel·lents finançada pel comerciant de Šabac Jevrem Panić. Draga va tornar els diners després d'acabar la carrera.
El 1870 es va inscriure en la Facultat de Filosofia de la Universitat de Belgrad. Poc després se n'anà a Suïssa per a entrar en la Facultat de Medicina de Zúric. Interrompé els estudis el 1876, per a participar en la Guerra serboturca com a metgessa auxiliar. Juntament amb la doctora Maria Fyodorovna Zibold, foren les primeres oficials mèdiques sèrbies, amb el grau de tinenta del servei mèdic de l'Exèrcit del Principat de Sèrbia. Draga atenia els ferits a l'Hospital de l'Acadèmia Militar i a l'Hospital de Svilajnac, i va participar en la batalla de Šumatovac.
Es casà amb el periodista Arandjelo Miloševic-Rasa, un dels fundadors del Partit Radical, i mantingué el cognom de soltera.

## Trajectòria professional
En acabar la guerra, va tornar a Zúric per a completar els estudis. Al 1879 era la primera dona sèrbia amb el títol de doctora en medicina; hi presentà la tesi Contribució a la tècnica operativa dels fibromes uterins.
En tornar a Sèrbia, es trobà amb restriccions. No trobava treball als hospitals estatals i el Ministeri de l'Interior li rebutjà la sol·licitud de treball en diverses ocasions, amb excuses, com ara que les dones no servien en l'exèrcit, tot i que en aquell moment només hi havia 79 metges a Sèrbia, en la majoria estrangers, i ignorant per complet el fet que Draga Ljočić havia participat en la guerra i tenia rang de tinenta.

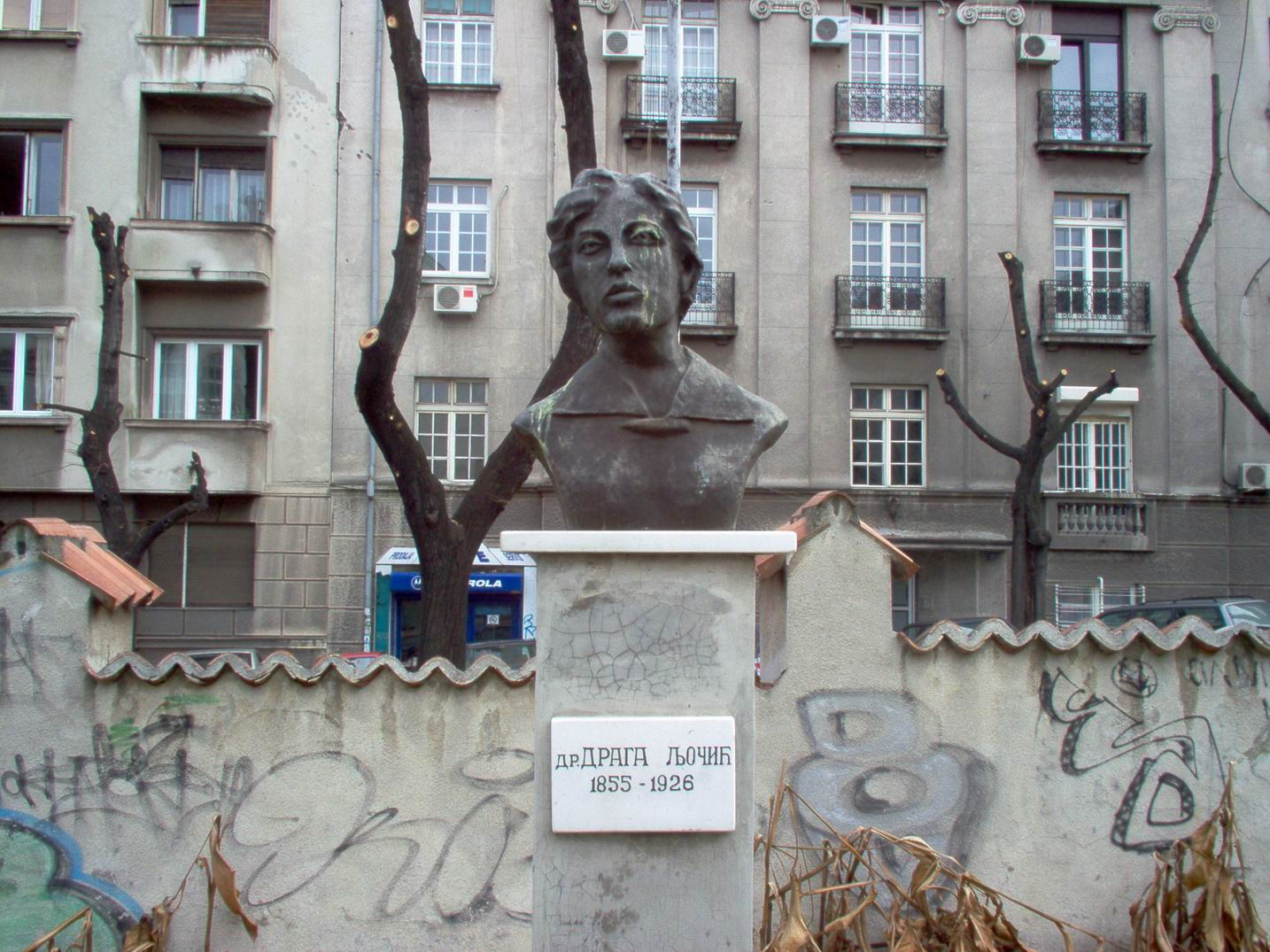
Monument a la primera doctora sèrbia, Draga Ljočić

En acabant, Draga Ljočić fou reconeguda com a metgessa el 1881. Després d'una urgència de la princesa Natalija Obrenović, i amb el suport del Dr. Vladan Đorđević, el ministeri creà una comissió especial per a confirmar la seua experiència en anatomia, fisiologia, prescripció de medicaments, ginecologia, obstetrícia i altres branques mèdiques, és a dir, pràcticament tota la medicina. Després de passar l'examen, la comissió li reconegué la llicenciatura, però el ministeri només li donà permís per a iniciar una pràctica privada. Draga va començar amb la pràctica privada a Jevremovac; el nombre de pacients era escàs, per la desconfiança social davant una dona jove metgessa. Al juliol del 1882, el nou ministre Milutin Garasanin la nomenà metgessa de l'Hospital General de l'Estat, el major centre de Sèrbia en aquell moment.
Durant el 1885, en la Guerra serbobúlgara, com que tots els metges eren al front, la discriminació contra les dones metgesses anà disminuint. Draga exercí funcions com a única metgessa en tres hospitals de Belgrad: l'Hospital General de l'Estat, l'Hospital de Malalties Infeccioses i l'Hospital de Ferits. Va participar en totes les guerres que Sèrbia lliurà des del 1876 fins al 1915, com a metgessa assistent: en les guerres dels Balcans i en la Primera Guerra Mundial, ja que fins al final de la Primera Guerra Mundial el servei de salut a Sèrbia estava sota l'autoritat del Ministeri de l'Interior. Durant les guerres dels Balcans, treballà en la clínica ambulatòria per a ciutadans pobres, a Belgrad a l'hospital de Nikola Spasić. Després de la Primera Guerra Mundial es va retirar a Niš, on treballà amb les seues filles a l'hospital. Quan Sèrbia fou ocupada el 1915, Draga Ljočić i les seues tres filles se n'anaren a Tessalònica, després a Atenes, Roma i Niça i finalment a Lausana. Al llarg de la guerra, es dedicà al treball humanitari, organitzant la tramesa de paquets als presoners en camps alemanys i hongaresos.
Pel seu treball en la guerra durant 1876-1878 i 1912-1918, Draga Ljočić va rebre l'Orde de Sant Sava 4a classe el 1904, i la Medalla d'or per Servei Diligent el 1913. També l'ascendiren a metgessa segona, amb una gran diferència de drets, però, en comparança amb els seus col·legues, un salari més baix (2.000 dinars, mentre que els seus col·legues rebien 2.500), sense dret a augments periòdics ni dret a pensió i amb el mateix nombre de torns que els hòmens (tot i ser mare de fills petits). Va enviar una gran quantitat de cartes queixant-se del tracte discriminatori i exigint igualtat amb els seus col·legues masculins. Al final, tota la seua lluita va acabar amb el seu acomiadament.
Acabada la guerra, tornà al recentment establert Regne dels Serbi, Croats i Eslovens, i finalment va rebre reconeixement pel seu treball. A l'edat de 64 anys i amb 40 anys de treball en la professió, li donaren el títol de metgessa reial i funcionària. Fou fundadora i primera presidenta de l'Associació de Dones Metgesses de Belgrad. A la fi del 1924, se li reconegué dret a una pensió.

## Activisme
Mentre es dedicava a la pràctica mèdica privada, va treballar a temps parcial com a metgessa d'una fàbrica de tabac. A Zúric, va tenir contacte amb activistes feministes, socialistes i nihilistes. Fou una de les primeres sufragistes sèrbies; va advocar perquè les dones tinguessen els mateixos drets polítics que els hòmens.
Fundà l'Associació Materna, que tenia com a objectiu reduir la mortalitat infantil i tenir cura dels nens abandonats. Aquesta situació generà controvèrsies i acusacions d'immoralitat, ja que la majoria dels nens que cuidava l'associació no tenien papers. No obstant això, Draga Ljočić va obrir la Llar Nahočad, on va treballar com a metgessa voluntària. Cofundà la Unió de Dones del Poble Serbi i el Cercle de Germanes Sèrbies.
Va traduir del rus Criant xiquets petits de Maria Manàsseina, dedicat a les mares. La doctora Draga s'interessava pels avanços en ginecologia i obstetrícia, i també va traduir un article de revistes mèdiques franceses en la revista Arxius serbis de medicina el 1885.
Va participar en la creació de la Societat de Dones Metgesses de Belgrad després de la Primera Guerra Mundial i en fou la primera presidenta. Recaptà fons per a la construcció del primer Hospital de Dones de Dedinje. En la història de la medicina sèrbia, se li recorda com una gran benefactora i com una persona que sovint tractava els xiquets, i especialment les xiquetes, debades, ja que tenia idea de l'estat de salut de les alumnes en les escoles de dones.
Draga Ljočić també va proposar una llei a l'Assemblea que igualaria l'estatus de professores amb professors.

## Reconeixements
- Sala Draga Ljočić a l'Hospital de Dedinje, 1855.
- Orde de Sant Sava 4a classe, 1904.
- Medalla d'or per Servei Diligent, 1913.
- Es va canviar de nom el Centre de Salut de Šabac a Draga Ljočić, 2016.
- El 22 de febrer del 2016, Google Doodle celebrà el seu 161é aniversari.[8]
- El carrer Dra. Draga Ljočić es troba a Zvezdara, a la frontera de Karaburma i Mirijevo.
- L'Associació de Dones Sèrbies de Suïssa en duu el seu nom.

## Obra
- Draga Ljočić: Ein Beitrag zur operativen Therapie der Fibromyome des Uterus (Contribució a la tècnica operativa dels fibromes uterins), Zúric, 1878, Dissertation Universität Zürich 1878, 115 Seiten. OCLC 610734169.